# Rubens Borba de Moraes
Rubens Borba de Moraes (Araraquara, 23 de janeiro de 1899 – Bragança Paulista, 2 de setembro de 1986) foi um bibliotecário, bibliógrafo, bibliófilo, historiador, pesquisador brasileiro e separatista paulista, fundador do jornal O Separatista, que defendia a independência do estado de São Paulo em 1932. Foi um dos organizadores da Semana de Arte Moderna, professor, pioneiro da biblioteconomia no país e diretor da biblioteca da Organização das Nações Unidas (ONU), em Nova Iorque. Desde 1987, o Conselho Regional de Biblioteconomia da 1ª Região, confere a Medalha Rubens Borba a profissionais de destaque.

## Biografia
Sua família era tradicional em São Paulo, descendente de Borba Gato. Embora nascido no Brasil, cedo foi estudar na Europa. Assim, desde os nove anos estuda em Paris e Genebra, retornando ao país em 1919. Escrevia, nessa época, melhor em francês do que no idioma natal, a ponto de ter vários de seus escritos traduzidos por amigos como Mário de Andrade. 
Participava com Oswald e Mário de Andrade, Manuel Bandeira, Tácito e Guilherme de Almeida, Di Cavalcanti e outros, de reuniões em que se engendrava o movimento modernista. Um dos organizadores da Semana de Arte Moderna de 22, dela não participou por estar doente. 
Fundou na capital paulista um jornal opositor ao Partido Republicano Paulista, chamado “Diário Nacional”, e lutou na Revolução de 1932. 
Trabalhou inicialmente (1924) como guarda-livros (contador) na Recebedoria de Rendas da cidade de São Paulo, mas em 1935 é colocado à disposição do Departamento de Cultura e de Recreação da prefeitura de São Paulo, onde irá dirigir a Biblioteca Municipal de São Paulo, hoje Biblioteca Mário de Andrade. Funda o curso de biblioteconomia da prefeitura de São Paulo (1936) o qual, três anos depois, é incorporado pela Escola de Sociologia e Política de que foi um dos fundadores. Ajudou a organizar a nova sede da Biblioteca Municipal de São Paulo e depois dirigiu a Biblioteca Nacional, em ambas encontrando oposição, política numa, burocrática na outra. Saindo desta última, foi logo contratado pela Organização das Nações Unidas para dirigir o seu Serviço de Informações e a Biblioteca, em Paris e Nova Iorque – cargo que ocupou até sua aposentadoria.
Retorna a São Paulo onde fica algum tempo, até ser convidado para lecionar na Universidade de Brasília. Dali mudou-se para Bragança Paulista, onde veio a falecer, legando o rico acervo de obras raras que colecionara ao longo da vida na Europa e América ao amigo e também bibliófilo, José Mindlin. 
Rubens Borba de Moraes foi membro da Academia Paulista de Letras tendo ocupado a caseira n, 4,.

## Obras
Dentre as publicações de Borba de Moraes destacam-se:
- Domingo dos séculos (Rio de Janeiro: Candeia Azul, 1924; São Paulo: Imprensa Oficial, 2010, edição fac-similar); ensaio;
- Manual bibliográfico de estudos brasileiros (Rio de Janeiro: Editora Gráfica Souza, 1949; Brasília: Senado Federal, 1998, em 2. v.), em coautoria com William Berrien;
- Bibliographia brasiliana (Amsterdam: Colibris, 1958, 2 v. em inglês; Los Angeles: UCLA Latin American Center Publications, 1983, 2 v. em inglês; São Paulo: Edusp: Fapesp, 2010, em português, ISBN 978-85-314-1232-5); catálogo e compêndio de referência a bibliófilos, bibliotecários e estudiosos de livros raros sobre o Brasil;
- O bibliófilo aprendiz (São Paulo: Companhia Editora Nacional, 1965; 2. ed. revista e aumentada pela mesma editora em 1975; 3. ed. pelas editoras Briquet de Lemos e Casa da Palavra em 1998; e 4. ed. pelas mesmas editoras em 2005); espécie de introdução à bibliofilia;
- Livros e bibliotecas no Brasil colonial (Rio de Janeiro: Livros Técnicos e Científicos, 1979; Brasília: Briquet de Lemos, 2006, 2. ed.);
- Bibliografia da Imprensa Régia do Rio de Janeiro São Paulo: Edusp: Kosmos, 1993, 2. v. (editado postumamente).